# Округ Риол (Тексас)
Округ Риол (енгл. Real County) је округ у америчкој савезној држави Тексас. По попису из 2010. године број становника је 3.309.

## Демографија
Према попису становништва из 2010. у округу је живело 3.309 становника, што је 262 (8,6%) становника више него 2000. године.
| Група             | 2000.         | 2010.         |
| Белци             | 2.306 (75,7%) | 2.398 (72,5%) |
| Афроамериканци    | 6 (0,2%)      | 22 (0,7%)     |
| Азијати           | 6 (0,2%)      | 2 (0,1%)      |
| Хиспаноамериканци | 688 (22,6%)   | 814 (24,6%)   |
| Укупно            | 3.047         | 3.309         |